# Montana
Montana je celinska zvezna država Združenih držav Amerike, del zahodnega gorovja v Zahodnih Združenih državah. Na severu meji na Kanado (province Alberta, Britanska Kolumbija in Saskatchewan), na vzhodu na Severno in Južno Dakoto, na Wyoming na jugu in na Idaho na vzhodu. Po površini je četrta največja ameriška zvezna država, hkrati pa ena najredkeje naseljenih; po podatkih iz leta 2022 ima približno 1,2 milijona prebivalcev. Glavno mesto je Helena, največje pa Billings.
Zahodni del Montane sega v Skalno gorovje in ga zaznamujejo številne gorske verige, medtem ko so za vzhodno polovico značilne prerije in sušna hribovja (badlands). Gospodarstvo temelji na kmetijstvu, vse pomembnejši je tudi turizem s poudarkom na zavarovanih območjih narave. Tu je večina vhodov v narodni park Yellowstone, množično obiskani pa so še narodni park Glacier in nekaj drugih območij, kot sta izvir reke Misuri ter prizorišče bitke pri Malem velikem rogu.
Kot teritorij ZDA je bila ustanovljena leta 1864 iz delov drugih zahodnih teritorijev. To obdobje so zaznamovali pogosti konflikti s staroselci, še posebej po začetku zlate mrzlice in širitvi železnice na to območje. Hkrati je potekal izlov velikanskih čred bizonov, ki so se pasle po prerijah in do konca 19. stoletja so naseljenci te živali praktično iztrebili. Namesto njih se je uveljavila govedoreja. Konec leta 1889 je bila Montana sprejeta v zvezo kot 41. država.